# Funzioni pari e dispari
In matematica, le funzioni pari e le funzioni dispari sono funzioni che soddisfano simmetrie assiali o radiali tra la funzione di un valore e la funzione dell'opposto del valore. Sono importanti in molti settori dell'analisi matematica, in particolare nella teoria delle serie di potenze e delle serie di Fourier.

## Funzioni pari
Sia {\displaystyle f(x)} una funzione a valori reali di variabile reale {\displaystyle f(x)\colon \mathbb {R} \to \mathbb {R} } e sia {\displaystyle D\subset \mathbb {R} } il suo dominio. Allora {\displaystyle f} è pari se vale l'equazione:
{\displaystyle f(x)=f(-x),\qquad {\text{per ogni }}x\in D.}
Geometricamente, il grafico di una funzione pari è simmetrico rispetto all'asse {\displaystyle y}.
Il nome "pari" deriva dal fatto che le serie di Taylor di funzioni pari centrate nell'origine contengono solo potenze pari.
Esempi di funzioni pari sono {\displaystyle x^{2},x^{4},\cos(x),\cosh(x).}
Esempio pratico: {\displaystyle f(x)=x^{2}-1\Rightarrow f(-x)=(-x)^{2}-1=x^{2}-1=f(x).}

## Funzioni dispari
Sia {\displaystyle f(x)} una funzione a valori reali di variabile reale {\displaystyle f(x)\colon \mathbb {R} \to \mathbb {R} } e sia {\displaystyle D\subset \mathbb {R} } il suo dominio. Allora {\displaystyle f} è dispari se vale l'equazione:
{\displaystyle f(x)=-f(-x),\qquad {\text{per ogni }}x\in D,}
ossia {\displaystyle f(-x)=-f(x).}
Dal punto di vista geometrico, il grafico di una funzione dispari è simmetrico rispetto all'origine degli assi.
Il nome "dispari" deriva dal fatto che le serie di Taylor di una funzione dispari centrate nell'origine contengono solo potenze dispari.
Esempi di funzioni dispari sono {\displaystyle x,x^{3},\sin(x),\sinh(x).}
Esempio: {\displaystyle f(x)=x^{3}-x\Rightarrow f(-x)=(-x)^{3}-(-x)=-x^{3}+x=-(x^{3}-x)=-f(x).}

## Alcune informazioni
Mentre l'unione degli interi pari e dispari corrisponde all'intero insieme degli interi, l'unione delle funzioni pari e dispari su un intervallo è incluso propriamente nell'insieme delle funzioni su quell'intervallo. Una funzione pertanto può essere pari, oppure dispari, oppure essere né pari né dispari.

### Proprietà fondamentali
- L'unica funzione che è sia pari che dispari è la funzione costante {\displaystyle f(x)=0};
- in generale, la somma di una funzione pari e di una dispari non è né pari né dispari; ad esempio {\displaystyle x+x^{2}};
- la somma di due funzioni pari è a sua volta pari, ed il prodotto di una funzione pari per una costante è pure pari;
- la somma di due funzioni dispari è a sua volta dispari, ed il prodotto di una funzione dispari per una costante è pure dispari;
- il prodotto di due funzioni pari è una funzione pari;
- il prodotto di due funzioni dispari è una funzione pari;
- il prodotto di una funzione pari e di una funzione dispari è una funzione dispari;
- la derivata di una funzione pari è dispari;
- la derivata di una funzione dispari è pari;
- l'integrale definito su intervalli del tipo {\displaystyle [-a,a]} di una funzione dispari è 0;
- l'integrale definito su intervalli del tipo {\displaystyle [-a,a]} di funzioni pari, ha come risultato il doppio dell'integrale calcolato solo nell'intervallo {\displaystyle [0,a]};
- se {\displaystyle f(x)} è dispari e {\displaystyle 0\in \mathrm {dom} f,} allora necessariamente {\displaystyle f(0)=0} (senza la necessità della continuità in {\displaystyle 0}).

### Serie
- La serie di Taylor di una funzione pari contiene solo potenze pari.
- La serie di Taylor di una funzione dispari contiene solo potenze dispari.
- La serie di Fourier di una funzione periodica pari contiene solo termini coseno.
- La serie di Fourier di una funzione periodica dispari contiene solo termini seno.

### Strutture algebriche
- Ogni combinazione lineare di funzioni pari è pari, e le funzioni pari formano uno spazio vettoriale sui reali. Similarmente, ogni combinazione lineare di funzioni dispari è dispari, e anche le funzioni dispari formano uno spazio vettoriale sui reali. Ogni funzione può essere scritta unicamente come somma di una funzione pari e di una funzione dispari:

{\displaystyle f(x)={\frac {f(x)+f(-x)}{2}}+{\frac {f(x)-f(-x)}{2}}.}
- Le funzioni pari formano un'algebra commutativa sui reali. Tuttavia, le funzioni dispari non formano un campo sui reali.

- Le funzioni pari e dispari sono ortogonali fra loro. Sia {\displaystyle f} pari e {\displaystyle g} dispari, allora:

{\displaystyle f\cdot g=\int _{-\infty }^{+\infty }{\bar {f}}(x)g(x)dx;}
ma il prodotto di una funzione pari e una dispari è una funzione dispari:
{\displaystyle h(x)=f(x)\cdot g(x)\rightarrow h(-x)=-h(x);}
e quindi:
{\displaystyle f\cdot g=\int _{-\infty }^{+\infty }{\bar {f}}(x)g(x)dx=\int _{-\infty }^{+\infty }h(x)dx=0.}
Inoltre dato che l'unica funzione pari e dispari è {\displaystyle f(x)=0} lo spazio delle funzioni pari è in somma diretta con quello delle funzioni dispari.